# سيد بدرية
السيد بدرية (بالإنجليزية: Sayed Badreya)‏ (ولد في 1957) ممثل مصري. تعود أصوله الي بورسعيد بمصر. ودرس في معهد نيويورك السينمائي وقام بالتمثيل في عدة أفلام.

## حياته
في عام 1957 عندما ولد سيد في مدينة بورسعيد وكان شقيقاً لست بنات وولدين آخرين. كان والدهم موظفاً بسيطاً في البلدية ولكنه توفى عندما بلغ عمر سيد التسع سنوات فوقعت كل أعباء الحياة على كهل أم سيد بمفردها. ولكن سيد الصغيراستطاع الهروب من كل هذه الهموم الصعبة إلى عالم الأبطال والأفلام المثيرة. وفي ذلك الوقت كانت سينما الأهلي هي دار العرض الوحيدة في مدينة بورسعيد التي يستطيع سيد أن يدخر ثمن تذكرة دخولها. فقد كان برنامجها الأسبوعي مغرياً للغاية: فيلم كارتون قصير ثم يليه فيلمان مصريان وفيلم أجنبي أيضاً. ولكثرة تردده عليها، أصبح العاملون فيها يعرفونه جيداً فكانوا يسربونه داخلها في فترة الاستراحة إشفاقاً وعطفاً. وهناك، انجذب الطفل الفقير لكلاسيكيات السينما المصرية في عصرها الذهبي فوقع في حب نجيب الريحاني وأنور وجدي وعبد الفتاح القصري كما انبهر بأفلام الغرب الأمريكي بطولة جون وين وأفلام المحقق الخاص بطولة هامفري بوجارت.

## مسيرته
ورغم انبهاره بعالم السينما وقضائه وقتاً طويلاً داخل صالة العرض، كان سيد تلميذاً نجيباً ناجحاً في دراسته ينتقل بنجاح من مرحلة تعليمية إلى مرحلة أخرى. ولكن الظروف المادية الصعبة لم تمكن والدته من إلحاقه بالجامعة فاضطر سيد لدراسة دبلوم الصنايع وحصل عليه بتفوق كبير يمكنه من استكمال دراسته قي كلية الهندسة. أتى سيد للقاهرة لكي يقدم أوراقه بنفسه ولم يكن معه سوى ثمن تذكرة القطار ذهاباً وإياباً فمشى من ميدان رمسيس للجيزة حتى وصل لجامعة القاهرة. وهناك قال له الموظف الجملة التاريخية الشهيرة: ” فوت علينا بكرة”! خرج سيد من أبواب الكلية ومشى فوق كوبري الجامعة باكياً من شدة الوحدة والجوع حتى أثارت دموعه الشفقة في قلوب أطفال الشوارع فقدموا إليه لقيمات يأكلها! لكنه رفض ليجد في طريقه رجل ينزل “عفش” منزله من سيارة نقل فقام بمساعدته وحصل منه على مبلغ بسيط. وعاد سيد إلى الأطفال وعزمهم على العشاء وكانت ليلة لا تنسى. وفي اليوم التالي، عاد سيد للبلد بعد أن قدم أوراقه لكن حالة الأسرة المادية كانت تتدهور من سيء إلى أسوأ. فما كان على أمه إلا أن تخفي جواب قبوله في الجامعة حتى يتخلى سيد عن أول أحلامه البعيدة ولكي يعمل في أي شيء حتى يساعدها في تدبير مصاريف الحياة اليومية. ودارت الأيام فاشتغل سيد بالتجارة وكان يأتي للقاهرة لبيع العطورالمستوردة في شارع الشواربي أيام الانفتاح لكنه لم يتخل عن حلم آخر هو أكثر بعداً وأشد صعوبة هو السفر لأمريكا لدراسة السينما التي طالما أحبها منذ الطفولة.
ورغم كل التبعات، استطاع سيد الحصول على تأشيرة أمريكا وإقناع أمه بالسفر وأيضاً نجح في “تحويش” ألفيَ دولار خبأهم بعناية داخل الشراب وتوكل على الله وركب الطيارة للمصير المجهول.
بوسطن 1979. وصل سيد نزيلاً في بيوت الشباب ووجد عملاً لدى رجل لبناني كما التحق بدراسة المسرح واللغة الإنجليزية في جامعة بوسطن. وعندما تحسنت الأحوال، انتقل سيد ليستكمل دراساته في نيويورك كما بدأ التمثيل في أفلام مشاريع التخرج التي أخرجها زملاؤه فاكتسب صداقات وخبرة حقيقية في عالم السينما
تخرج سيد وبدأ العمل في الإعلانات والمسلسلات التليفزيونية وبعض الأفلام السينمائية. وعندما انتقل لنيويورك، تعرف بالنجم أنتوني بيركنز الذي اشتهر ببطولته فيلم Psycho (نفوس معقدة – 1960) للمخرج الكبير ألفريد هتشكوك. وكان بيركنز يعد لتقديم Lucky Stiff (الجثة المحظوظة – 1988) ثاني تجربة إخراجية له فاختار سيد ليعمل مساعداً له في هذا الفيلم الكوميدي الذي دار حول فتاة شقراء جميلة تدعو شاب لمنزلها ليكتشف أنه سيكون هو وجبة العشاء لعائلتها آكلة لحوم البشر!
أما أول ظهورلسيد بدرية ممثلاً فكان أمام نجم من نوع آخر هو بيليه لاعب منتخب البرازيل الأسطوري الملقب بالجوهرة السوداء. وكان ذلك في فيلم Hot Shot (الهاوي – 1988)
وبعد ظهور سريع في إحدى حلقات Seinfeld وفي أفلام تليفيزيونية هي The Flight (الرحلة – 1988) مع لندساي واجنر و Intimate Stranger (غريب ودود – 1992) مع ديبورا هاري و The November Men (رجال نوفمبر – 1992) حصل سيد على أدوار قصيرة ولكن في أفلام هوليوودية أكثر أهمية. فلم يصدق نفسه وهو يقف أمام محبوبه آل باتشينو في مشهدين أحدهما صور في هوليوود والآخر صور في “أم الفحم” بفلسطين ضمن أحداث فيلم The Insider. أصبح سيد أيضاً صديقاً مقرباً لجورج كلوني ومارك وولبرج بعد أن شارك في بطولة فيلمهما الملوك الثلاثة الذي أدى فيه دور ضابط عراقي. كما استغله الشقيقان المخرجان بوبي وبيتر فيرلي في أفلامهما الكوميدية Kingpin (المحترف – 1996) مع وودي هارلسون و Shallow Hal (هال الساذج – 2001) مع جوينث بولترو و Stuck on You 2004) حيث قام بدور الطبيب الذي يفصل الشقيقان الملتصقان مات ديمون وجريج كينير! كما اضطر سيد لحلاقة رأسه تماما مع الاحتفاظ بلحيته لأداء دور إرهابي في الفيلم التليفزيوني Mirage (سراب – 1995) مع الممثلة شون يونج. وحقق سيد حلماً آخرا عندما ظهر في فيلم Land of Plenty (أرض وافرة – 2004) للمخرج الألماني الكبير فيم وندر.
ورغم سنوات الكفاح التي تعدت الربع قرن في أمريكا، لم ينس سيد جذوره المصرية فهو يزور مسقط رأسه بور سعيد بين الحين والآخر كما أنه ما زال يحتفظ بلكنة أهل بلده عندما يتكلم باللغة العربية. ومنذ خمس سنوات تعرفت إليه عندما جاء إلى القاهرة ليعرض فيلماً تسجيلياً من إخراجه وإنتاجه حمل عنوان Saving Egyptian Film Classics (إنقاذ كلاسيكيات الأفلام المصرية – 2002) تحدث فيه كبار المخرجين الأمريكيين مثل مارتن سكورسيزي وآرثر هيلر مع النجوم المصريين أمثال الفنانة الكبيرة مديحة يسري عن أهمية حماية نيجاتيف الأفلام المصرية القديمة وترميمها للحصول على نسخ جديدة يتم الاحتفاظ بها في أجواء مهيئة أو في صورة رقمية كما يحدث حالياً. ويقول سيد أن قليلاً من النقاد المصريين أمثال مصطفى درويش وسمير فريد اهتموا بالفيلم وما أشار إليه من نقاط خطيرة.
وقد تلقى سيد بصفته سينمائي محترف وثاني عضو مصري الأصل في نقابة السينمائيين الأمريكيين بعد الفنان الكبير عمر الشريف، عرضين رسميين بترميم كلاسيكيات السينما المصرية: الأول من أكاديمية فنون وعلوم السينماAcademy of Motion Pictures Arts & Science (AMPAS) – وهي الجهة التي تنظم الاوسكار الأمريكية- بترميم فيلم المومياء (1969) إخراج شادي عبد السلام والثاني من معامل CFI بترميم الفيلم الكلاسيكي “زهرة”. ورغم جهوده في تنفيذ هذين العرضين منذ عام 2001 وخاصة أن الجهتين كانتا سوف تتحملان التكلفة كاملة- إلا أنه فشل في إدخال الاقتراحات من خلال غرفة صناعة السينما أو من خلال محمود معروف بوصفه نائباً في مجلس الشعب آنذاك. يقول سيد ضاحكاً: “وكأن الروتين يقول لي إن السينما المصرية لا تحتاج مساعدات خارجية من أمريكا. ولكن مع ظهور شركات جديدة مثل الشركة العربية وفنون ثم روتانا، بدأت عمليات الترميم لخدمة مصالح الفضائيات التي تغزيها هذه الشركات ذات الرأسمال العربي بالأفلام المصرية أولاً بأول.ونلاحظ أن العرض الأمريكي كان بالترميم فقط مع الاحتفاظ بملكية الأفلام، لكن الشركات العربية قامت بشراء النيجاتيف فآلت ملكية كلاسيكيات السينما المصرية للأمراء الخليجيون. نحن في حاجة إلى طلعت حرب جديد”.
كان فيلم “إنقاذ كلاسيكيات الأفلام المصرية” هو أول إنتاج لسيد بدرية من خلال شركته الخاصة
Zoom in Focus Productions. ومن خلالها أيضاً، قدم الفيلم القصير The Interrogation (الاستجواب -2002) الذي كان العمل الأول للمخرج المصري هشام عيسوي الذي درس السينما أيضاً في جامعة كولومبيا الأمريكية. وقد حصل هذا الفيلم على جائزة مهرجان نيويورك للأفلام المستقلة 2002. وفي العام التالي، استمر تعاون سيد وهشام ليقدما الفيلم القصير T for Terrorist (الإرهابي – 2003) الذي لعب بطولته سيد بالاشتراك مع الممثل الأمريكي اللبناني الأصل توني شلهوب الذي نعرفه بطلاً لمسلسل Monk. هذا الفيلم داخل الفيلم تقبع أهميته في انتقاد الأسلوب النمطي المنتشر في رسم شخصية العربي الإرهابي وطريقة تناولها في الأفلام الأمريكية خاصة بعد أحداث الحادي عشر من سبتمبر. فقد لعب سيد دور ممثل اسمه سيد (وكأنه يروي قصه حياته) يؤدي دور إرهابي في فيلم أمريكي ويطلب منه المخرج أن يتكلم ويتصرف بنفس الطريقة المتعارف عليها في إنتاج هولييود لكن الممثل يستحوذ على الكاميرا يصبح هو البطل الطيب الذي يفوز بالفتاة الجميلة بل ويجبر المخرج ذا العينين الزرقاوين والشعر الأشقرعلى أن يرتدي ملابس الإرهابي ويضع لحيته المستعارة ولو لمرة واحدة في التاريخ! والجميل أنه رغم انتقاد الصارخ للصناعة الأمريكية فقد حاز هذا الفيلم على إشادة النقاد الأمريكيين وأيضاً حصل على جوائز كثيرة في مهرجانات هامة مثل مهرجان بوسطن السينمائي الدولي. يقول سيد: ” يشير الفيلم بأسلوب الكوميديا السوداء إلى أن العرب ليسوا كلهم إرهابيين وأن الأمريكان ليسوا كلهم أبطالاًً”.
American East هي التجربة الهامة التي نجح في تحقيقها سيد وهشام وتوني مؤخراً. فيلم جديد روائي طويل يلقي نظرة على أحوال العرب الأمريكان بعد أحداث الحادي عشر من سبتمبر والمفاهيم الخاطئة التي تعلقت بالإسلام والمسلمين داخل وخارج أمريكا. تدور القصة حول مصطفى (بدرية) الذي يمتلك مطعماً للمأكولات شرقية في لوس أنجيليس والذي يقرر مشاركة أمريكي يهودي (شلهوب) في افتتاح مطعماً آخر فتبدأ العديد من المشاكل في الحدوث له. ويشارك في بطولة الفيلم الممثلة ألفري وودارد والممثل الفلسطيني قيس ناشف أحد بطل فيلمParadise Now (الجنة الآن-2005). وسوف يعرض الفيلم قريباً في أمريكا.
أما الآن فيقوم سيد بدرية بتصوير دوره في فيلم ضخم سوف يعرض في صيف 2008 وهو Iron Man المأخوذ عن شخصية مجلات الكوميكس الأمريكية. ويلعب البطولة روبرت داوني جونيور وجيف بريدجز وجونيث بولترو التي يلتقي بها أبو السيد لثاني مرة.
ولكن ما زال لسيد حلم لم يحققه بعد هو بطولة فيلم في مصر. وكادت هذه الفرصة أن تأتي منذ عام ونصف عندما عرض سيناريو فيلم بعنوان بورسعيد على المنتج يوسف الديب الذي وعدع بإنتاجه من خلال شركته “تخيل” التي أنتجت فبلم الآباء الصغار بطولة دريد لحام وحنان ترك. لكن فشل هذا الفيلم جعل الديب يتراجع ويقوم بمسايرة التيار الحالي ويفتتح قناة Much Music العربية التي تبث حالياُ على النايل سات.
أول أفلامه الروائية الطويلة
تعاقدت الشركة العربية مع الفنان المصري الأمريكي السيد بدرية لبطولة أول أفلامه الروائية الطويلة في مصر بعنوان «محطة الرمل».
قال عبد الجليل المسئول الإعلامي بالشركة العربية: «لقد تعاقدت الشركة بدرية على بطولة أول أفلامه الروائية في مصر وسيكون بعنوان (محطة الرمل) الذي كتب له السيناريو».
وأضاف عبد الجليل: تدور أحداث فيلم «محطة الرمل» في إطار تشويقي أكشن بمدينة الإسكندرية حول 24 جريمة متشابهة، وقام بكتابة السيناريو بدرية نفسه ويجري جلسات عمل مع المخرج هشام عيسوي لاختيار باقي فريق العمل.
وأشار المسئول الإعلامي إلي أنه من المقرر بدء تصوير فيلم «محطة الرمل» في أول يونيه القادم، وهو من إنتاج الشركة العربية للإنتاج والتوزيع السينمائي، ومن إخراج هشام عيسوي.
انتهى الفنان الأمريكي الجنسية من فيلم مكسيكي جديد بعنوان «الساحة الخلفية» el traspatio مع المخرج كارلوس كاريرا والنجمة المكسيكية آنا دي لا ريجورا وجوكين كوسيو وألجاندرو كالفا وجيمي سميتس، ويتم عرضه في دور العرض المكسيكية.

## روابط خارجية
- سيد بدرية على موقع IMDb (الإنجليزية)
- سيد بدرية على موقع قاعدة بيانات الأفلام العربية
- سيد بدرية على موقع ألو سيني (الفرنسية)
- سيد بدرية على موقع أول موفي (الإنجليزية)
- سيد بدرية على موقع قاعدة بيانات الأفلام السويدية (السويدية)
- سيد بدرية على موقع قاعدة بيانات الفيلم (الإنجليزية)
- سيد بدرية على موقع كينوبويسك (الروسية)